# 킹 페타르: 세계대전의 서막
《킹 페타르: 세계대전의 서막》(세르비아어: Краљ Петар I / Kralj Petar I)는 그리스, 세르비아에서 제작된 페타르 리스톱스키 감독의 2018년 전쟁, 액션 영화이다.

## 출연

### 주연
- 라자르 리스토브스키 : 킹 페타르 역
- 다니카 리스토브스키 : 마크레나 역
- 라도반 부조비치 : 지보타 역
- 밀란 콜락 : 마린코 스파소예비츠 역
- 이반 뷰직 : 몸칠로 가브리츠 역